# Groupe 47

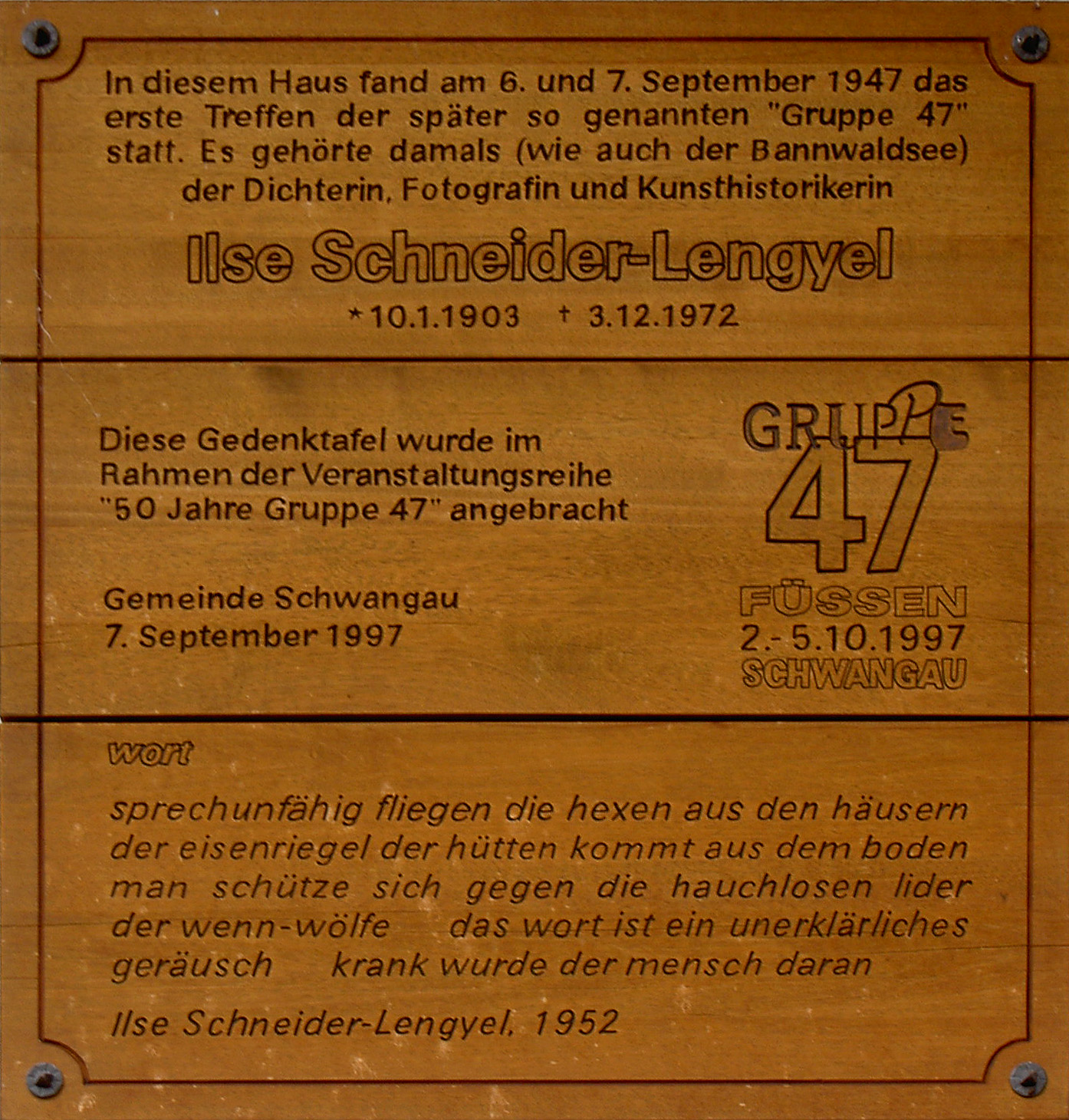
Plaque commémorative apposée sur la façade de la maison où fut fondé le Groupe 47, en Bavière. C'était le domicile de la poétesse, photographe et historienne de l'art Ilse Schneider-Lengyel.

Le Groupe 47 (en allemand : Gruppe 47) était un groupe d'écrivains de langue allemande créé en 1947 et actif jusqu'en 1967 ayant eu une importance considérable pour le renouveau de la littérature allemande d'après-guerre.
La revue littéraire et culturelle Der Ruf est lancée en mars 1945 par Alfred Andersch et Hans Werner Richter. Elle se heurte rapidement à la censure des autorités américaines qui occupent la zone car elle défend un « humanisme socialiste »,.
Les collaborateurs de Der Ruf, menés par Andersch et Richter, mettent en place à partir de septembre 1947 et à Munich des lectures et discussions informelles entre écrivains. Ces rencontres prennent de l'ampleur et se formalisent, prenant le nom de « Groupe 47 » (Gruppe 47). Le Groupe cherche à constituer une élite exemplairement démocratique dans le domaine des lettres et à développer de nouvelles formes d'écriture pour permettre aux lettres allemandes d'exprimer au mieux des enjeux esthétiques et politiques en adéquation avec la société d'après-guerre. Selon Hans Magnus Enzensberger, il s'agit d'une « clique », c'est-à-dire une « assemblée d'esprits libres ».
Des tensions émergent dans le Groupe à partir des années 1960 entre d'un côté, des écrivains engagés critiquant l'évolution politique de l'Allemagne de l'Ouest sous la direction de Konrad Adenauer et de l'autre, des écrivains plus soucieux de questions esthétiques et peu préoccupés par le rôle politique de l'écriture. Cette opposition se fait virulente avec la critique de Peter Handke contre le « style plat » en 1966. La réunion annuelle de 1967 est interrompue par l'intervention d'étudiants contestataires, scellant la fin du Groupe.
Son influence sur la recréation d'une littérature germanophone après la Seconde Guerre mondiale est essentielle. Parmi les écrivains les plus prestigieux qui ont gravité autour du Groupe 47, on peut citer Heinrich Böll, Ingeborg Bachmann, Günter Grass, Uwe Johnson, Paul Celan ou encore Peter Weiss.
Le Groupe est officiellement dissous en 1977.

## Prix littéraires
À partir de 1950, le prix littéraire du Groupe 47 fut attribué à des auteurs encore inconnus. Au début, la récompense était collectée parmi les membres du Groupe 47, plus tard elle fut offerte par divers éditeurs et stations de radio (ou même offerte par Grass et Böll en 1967).
- 1950 : Günter Eich, pour des poèmes tirés de Abgelegene Gehöfte
- 1951 : Heinrich Böll, pour la satire Die schwarzen Schafe
- 1952 : Ilse Aichinger, pour Spiegelgeschichte
- 1953 : Ingeborg Bachmann, pour quatre poèmes tirés de Die gestundete Zeit
- 1954 : Adriaan Morriën, pour la satire Zu große Gastlichkeit verjagt die Gäste
- 1955 : Martin Walser, pour le récit Templones Ende"
- 1958 : Günter Grass, pour le premier chapitre du Tambour
- 1962 : Johannes Bobrowski, pour des poèmes tirés de Sarmatische Zeit
- 1965 : Peter Bichsel, pour une lecture d'un extrait du roman Die Jahreszeiten
- 1967 : Jürgen Becker, pour une lecture d'un extrait de Ränder

## Membres célèbres
- Ilse Aichinger (1921-2016)
- Carl Amery
- Alfred Andersch
- Ingeborg Bachmann
- Jürgen Becker
- Peter Bichsel
- Johannes Bobrowski
- Heinrich Böll
- Nicolas Born
- Paul Celan
- Friedrich Dürrenmatt
- Günter Eich
- Hans Magnus Enzensberger
- Hubert Fichte
- Erich Fried
- Heinz Friedrich
- Günter Grass
- Walter Maria Guggenheimer
- Peter Handke
- Helmut Heißenbüttel
- Wolfgang Hildesheimer
- Gustav René Hocke
- Walter Höllerer
- Walter Jens
- Uwe Johnson
- Joachim Kaiser
- Hellmuth Karasek
- Erich Kästner
- Alexander Kluge
- Wolfgang Koeppen
- Walter Kolbenhoff
- Barbara König
- Karl Krolow
- Siegfried Lenz
- Reinhard Lettau
- Jakov Lind
- Hans Mayer
- Ivan Nagel
- Rüdiger Proske
- Fritz J. Raddatz
- Marcel Reich-Ranicki
- Ruth Rehmann
- Hans Werner Richter (Fondateur et animateur)
- Toni Richter
- Klaus Roehler
- Peter Rühmkorf
- Hans Sahl
- Franz-Joseph Schneider
- Ilse Schneider-Lengyel
- Wolfdietrich Schnurre
- Hans Jürgen Soehring
- Martin Walser
- Peter Weiss
- Dieter Wellershoff
- Wolfgang Weyrauch
- Ror Wolf